# トヨタ・ZZエンジン
トヨタ・ZZエンジンとは、トヨタ自動車の水冷直列4気筒・アルミダイキャスト製ガソリンエンジンの系列である。A型（2代目）および S型（2代目）エンジンの後継機種として、ミディアムサイズの車種に搭載されている。1ZZ-FE・2ZZ-GEなどの総称。1998年7月登場。
2ZZ-GEは2002年インターナショナル・エンジン・オブ・ザ・イヤーの1.4～1.8Lエンジン部門賞に選ばれている。

## 系譜
- エンジン型式一覧の自動車用エンジンの系譜を参照。

## バリエーション

### 1ZZ-FE
- タイプ:直列4気筒 DOHC 16バルブ VVT-i
- 排気量:1.794L
- 内径×行程：79.0×91.5(mm)
- 圧縮比：10.0
- 出力：(1)92kW(125ps)/6,000rpm 161N・m(16.4kg・m)/4,200rpm
- (2)96kW(130ps)/6,000rpm 171N・m(17.4kg・m)/4,000rpm
- (3)97kW(132ps)/6,000rpm 170N・m(17.3kg・m)/4,200rpm
- (4)100kW(136ps)/6,000rpm 171N・m(17.4kg・m)/4,200rpm
- (5)103kW(140ps)/6,400rpm 171N・m(17.4kg・m)/4,200rpm
- (6)107kW(145ps)/6,400rpm 171N・m(17.4kg・m)/4,200rpm

＜主な搭載車種＞
- （初）5代目ビスタ / ビスタアルデオ（ZZV50 / 50G）
- 7代目セリカ1800SS-I（ZZT230）
- 9代目カローラ / カローラフィールダー / カローラランクス・アレックス / カローラスパシオ

（ZZE122 / 122G / 122H / 122N / 124 / 124G / 124H / 124N）

- プレミオ / アリオン（ZZT240 / 244）
- 3代目カルディナ（ZZT241W）
- Opa（ZCT10）
- WiLL VS（ZZE127 / 129）
- マトリックス（ZZE130W）（北米専売車）
- ヴォルツ（ポンティアック・ヴァイヴ）（ZZE137 / 139）
- アベンシス（欧州仕様）
- MR-S
- ウィッシュ(初代・ZNE10G/14G)
- アイシス
- RAV4
- ロータス・エリーゼS

### 1ZZ-FBE
- タイプ:直列4気筒 DOHC 16バルブ VVT-i
- 排気量:1.794L
- 内径×行程：79.0×91.5(mm)
- 圧縮比：10.0
- 出力：(1)100kW(136PS)/6,000rpm 172Nm(17.5kg-m)/4,200rpm <アルコール系燃料使用時>
- (2)97kW(132PS)/6,000rpm 170Nm(17.3kg-m)/4,200rpm <ガソリン使用時>

＜主な搭載車種＞
- カローラセダン(ブラジル仕様のみ)

アルコール系燃料とガソリンが使用できるエンジンである

### 2ZZ-GE
- タイプ:直列4気筒 DOHC 16バルブ VVTL-i
- 排気量:1.795L
- 内径×行程：82.0×85.0(mm)
- 圧縮比：11.5
- 出力：140kW(190ps)/7,600rpm 180N・m(18.4kg・m)/6,800rpm

＜主な搭載車種＞
- （初）7代目セリカ1800SS-II（ZZT231）
- 9代目カローラ（ZZE123G / 123H） 
（フィールダー / ランクス・アレックスのみ）
- カローラハッチバック 欧州仕様（ZZE123 3ドアハッチバックのみ）
- カローラセダン（ただし、北米仕様のみ、ZZE131 グレード名「XRS」）
- マトリックス（北米専売車、ZZE131W）
- WiLL VS（ZZE128）
- ヴォルツ（ポンティアック・ヴァイブ）（ZZE138）
- ロータス・エリーゼ111R/R
- ロータス・エキシージMK-II

ハイオクガソリン必須で、レギュラー厳禁である。

### 3ZZ-FE
- タイプ:直列4気筒 DOHC 16バルブ VVT-i
- 排気量:1.598L
- 内径×行程：79.0×81.5(mm)
- 圧縮比：10.5
- 出力：81kW(110ps)/6,000rpm 150N・m(15.3kg・m)/3,800rpm

＜主な搭載車種＞
- カローラシリーズ（E110系後期型以降の欧州仕様車）
- アベンシス（欧州仕様車）

### 4ZZ-FE
- タイプ:直列4気筒 DOHC 16バルブ VVT-i
- 排気量:1.398L
- 内径×行程：79.0×71.3(mm)
- 圧縮比：10.0
- 出力：71kW(97ps)/6,000rpm 130N・m(13.3kg・m)/4,400rpm

＜主な搭載車種＞
- カローラシリーズ（E110系後期型以降の欧州仕様車）
- オーリス（欧州仕様車のみ）